# Walter Hammerstein
Heinrich Walter Traugott Hammerstein (* 1. August 1862 in Mülheim an der Ruhr; † 15. Oktober 1944 ebenda) war ein deutscher Bankier und Gründer der Broich-Speldorfer Wald- und Gartenstadt AG.

## Leben und Wirken
1888 gründete Walter Hammerstein gemeinsam mit seinen Brüdern Wilhelm und Richard eine Privatbank in der Gemeinde Broich – heute Mülheim an der Ruhr – mit einer Filiale in Berlin. Der Schwerpunkt des Geschäfts lag auf dem Verkauf von Kuxen, Aktien und Wertpapieren. Die Bank hatte zeitweise 46 Angestellte, davon 40 in Mülheim an der Ruhr. 1908 wurde die Bank durch die Inhaber liquidiert. Unter einem Oberhausener Verwandten – Hermann Hammerstein – kam es 1911 zur Neugründung der Bank. 1934 wurde die Mülheimer Niederlassung aufgelöst, die Filiale in Berlin ging in der Darmstädter und Nationalbank auf.
Hammerstein gilt als geistiger Vater der Broich-Speldorfer Wald- und Gartenstadt AG, einer 1906 gegründeten Aktiengesellschaft, die betuchten Unternehmern das Wohnen im Grünen am Rande der Industriestädte ermöglichen und dadurch eine Abwanderung in andere Regionen verhindern sollte.

## Ehe und Kinder
Am 31. August 1905 heiratete er in Schwelm Emmi Regina Neuschäfer (1877–1953); die Ehe wurde 1925 vor dem Landgericht Duisburg geschieden. Aus der Verbindung gingen drei Kinder hervor:
- Walter junior (1907–1979)
- Ilse (1908–1998)
- Günter (1910–1971)

In zweiter Ehe war Walter Hammerstein seit 1926 mit Anna Josefine Mentzel (1887– ) verheiratet.

## Weitere Quellen
- Stadtarchiv Mülheim an der Ruhr, Bestand 1550/135 (Biografische Sammlung)